# Lorentz Rasmusson
Lorentz Birger Rasmusson, född 6 oktober 1889 i Lilla Isie församling, Malmöhus län, död 8 augusti 1974 i Leksands församling, Kopparbergs län, var en svensk veterinär och kyltekniker.
Lorentz Rasmusson var son till hemmansägaren Mårten Rasmusson. Efter mogenhetsexamen i Malmö 1909 och ett års studier i zoologi och kemi vid Lunds universitet studerade han vid Veterinärinstitutet och avlade veterinärexamen 1914. Efter att ha tjänstgjort som förste assistentveterinär vid Linköpings stads slakthus 1914–1915 och vid Norrköpings stads slakthus 1915–1917, blev han 1917 tillförordnad och 1918 ordinarie VD för Norrköpings stads slakthus samt chef över stadens kyl- och fryshus. Rasmusson innehade från 1915 förordnande som besiktningsveterinär vid Norrköpings stads slakthus och köttbesiktningsbyrå, var 1925–1933 ställföreträdande besiktningsveterinär i Katrineholm och från 1934 exportbesiktningsveterinär. Han var VD för Norrköpings stads kemisk-tekniska fabrik 1926–1930. Rasmusson blev bataljonsveterinär i Fältveterinärkårens reserv 1916 och tilldelades 1926 kaptens tjänsteställning. Han studerade kylteknik och livsmedelslära vid École du froid i Paris 1922–1924 och utexaminerades 1926 Institut international du froid samt erhöll Diplôme d'ingénieur frigoriste. Han blev samtidigt medlem av Institut international du froids tredje, femte och sjunde kommissioner samt vicepresident i tredje kommissionen. I studiesyfte företog han flera resor i Mellaneuropa. Rasmusson var en av Sveriges främsta experter på kylteknik. Han var från 1928 ledamot av Ingenjörsvetenskapsakademiens kyltekniska kommitté (från 1932 som sekreterare), från 1935 kylteknisk sakkunnig i Statens jordbruksnämnd, från 1945 medlem av Ingenjörsvetenskapsakademiens kommitté för köldbehandlade livsmedel och från 1946 medlem av Jordbruksrådets subkommitté för frukt och grönsaker samt ägg. Från 1933 innehade han anslag för vetenskaplig forskning inom kyltekniken. Rasmusson utgav flera skrifter och publicerade ett hundratal artiklar i svenska och utländska tidskrifter, främst inom kylteknikens område. Bland hans större arbeten märks Våra livsmedel och deras förvaring (1–2, 1926, tysk översättning 1931) och Studier av den svenska fruktens hållbarhet vid lagring i kylhus (1937).